# (9831) Simongreen
(9831) Simongreen (1979 QZ) – planetoida z pasa głównego asteroid okrążająca Słońce w ciągu 3,76 lat w średniej odległości 2,42 j.a. Odkryta 22 sierpnia 1979 roku.